# Yaxchekú
Yaxchekú är en ort i Mexiko.   Den ligger i kommunen Tizimín och delstaten Yucatán, i den östra delen av landet, 1 200 km öster om huvudstaden Mexico City. Yaxchekú ligger 17 meter över havet och antalet invånare är 274.
Terrängen runt Yaxchekú är mycket platt. Runt Yaxchekú är det glesbefolkat, med 16 invånare per kvadratkilometer. Närmaste större samhälle är Dzonot Aké, 3,2 km norr om Yaxchekú. Trakten runt Yaxchekú består till största delen av jordbruksmark.